# Nilo Cruz
Nilo Cruz (Matanzas, 1960) è un drammaturgo cubano naturalizzato statunitense.

## Biografia
Nilo Cruz nacque a Matanzas, a Cuba, figlio di Tina e Nilo Cruz. La famiglia emigrò a Little Havana in Florida nel 1970, quando Cruz aveva dieci anni. Successivamente Cruz studiò al Miami Dade College e conseguì un master in drammaturgia all'Università Brown sotto la supervisione di Paula Vogel e María Irene Fornés. Nel 2001 scrisse la pièce Anna in the Tropics, che andò in scena al New Theatre di Coral Gables e poi a Broadway nel 2002, dove vinse il Premio Pulitzer per la drammaturgia. Successivamente scrisse anche i drammi Lorca in a Green Dress (2003), The Color of Desire (2010) e Soto Voce (2014), oltre ad aver scritto il libretto dell'opera Bel Canto, debuttata alla Lyric Opera di Chicago nel 2015. Apprezzato traduttore, Cruz ha tradotto inglese le opere di Federico García Lorca La casa di Bernarda Alba e Donna Rosita nubile, oltre che La vita è sogno di Pedro Calderón de la Barca.
Cruz è dichiaratamente gay.

## Opere teatrali
- Dancing on Her Knees (1994)
- Night Train to Bolina  (1995)
- A Park in Our House  (1995)
- Two Sisters and a Piano (1998)
- A Bicycle Country  (1999)
- Hortensia and the Museum of Dreams (2001)
- Anna in the Tropics (2002)
- Lorca in a Green Dress  (2003)
- Capricho (2003)
- Beauty of the Father (2006)
- The Color of Desire (2010)
- Hurricane (2010)
- Soto Voce (2014)
- Bathing in Moonlight (2016)
- Exquisita Agonía (Exquisite Agony) (2018)